# Gymnostylus latifrons
Gymnostylus latifrons là một loài bọ cánh cứng trong họ Cerambycidae.